# Huahine
Huahine és una de les illes de Sotavent de l'arxipèlag de les illes de la Societat, a la Polinèsia Francesa. És l'illa més oriental del grup, situada a 175 a l'oest de Tahití. També és una comuna de la Polinèsia Francesa.

## Geografia
L'illa està formada per dues penínsules muntanyoses, Huahine Nui (Gran Huahine) i Huahine Iti (Petita Huahine), unides per un estret istme que separa les badies de Maroe i Bourayne. Huahine Nui té una altitud de 669 m al mont Turi, i Huahine Iti culmina a 462 m al mont Pohuerahi. L'illa és encerclada completament per un escull de corall, que està a una mitjana de 2 km de la costa, i forma una llacuna estreta accessible per dos passos a l'est i dos a l'oest. La superfície total és de 75 km².

## Divisió administrativa
Constitueix una comuna de la divisió de les Illes de Sotavent. La població total era de 5.999 habitants al cens del 2007, distribuïda en vuit comunes associades: 
- Faie : 388 habitants
- Fare (capital) : 1.440 habitants
- Fitii : 1.145 habitants
- Haapu : 629 habitants
- Maeva : 995 habitants
- Maroe : 509 habitants
- Parea : 501 habitants
- Tefarerii : 392 habitants

## Economia
L'activitat principal és el cultiu de vainilla, la producció de copra, la pesca i el turisme.

## Història
A Huahine es troba una de les més grans concentracions de restes arqueològiques polinèsies datades entre el 850 dC i 1100 dC. El primer europeu a explorar-la va ser l'anglès James Cook, el 1769. Antigament era anomenada Matairea, que significa «brisa joiosa». El nom Huahine significa literalment «sexe de dona». Probablement es podria traduir com «dona prenyada», ja que el perfil del mont Tavaiura fa pensar en una dona embarassada ajaguda. Domingo Bonaechea, el 1775, la va anomenar La Hermosa. Avui es coneix amb el malnom de «l'illa de la dona».